# Phyteuma persicifolium
ll raponzolo di Zahlbruckner (nome scientifico Phyteuma persicifolium Hoppe, 1803) è una pianta erbacea perenne appartenente alla famiglia delle Campanulaceae.

## Etimologia
Il nome generico (Phyteuma), utilizzato per la prima volta da Dioscoride (Anazarbe, 40 circa – 90 circa) medico, botanico e farmacista greco antico che esercitò a Roma ai tempi dell'imperatore Nerone, deriva dalla parola greca "phyto" (= pianta) e significa: "ciò che è piantato", mentre L'epiteto specifico (persicifolium)
significa "simile alle foglie del pesco".
Il nome scientifico di questa pianta è stato definito per la prima volta dal micologo, botanico e naturalista tedesco David Heinrich Hoppe  (1760-1846) nella pubblicazione "Bot. Taschenb. Anfänger Wiss. Apothekerkunst 1803: 241" del 1803.

## Descrizione

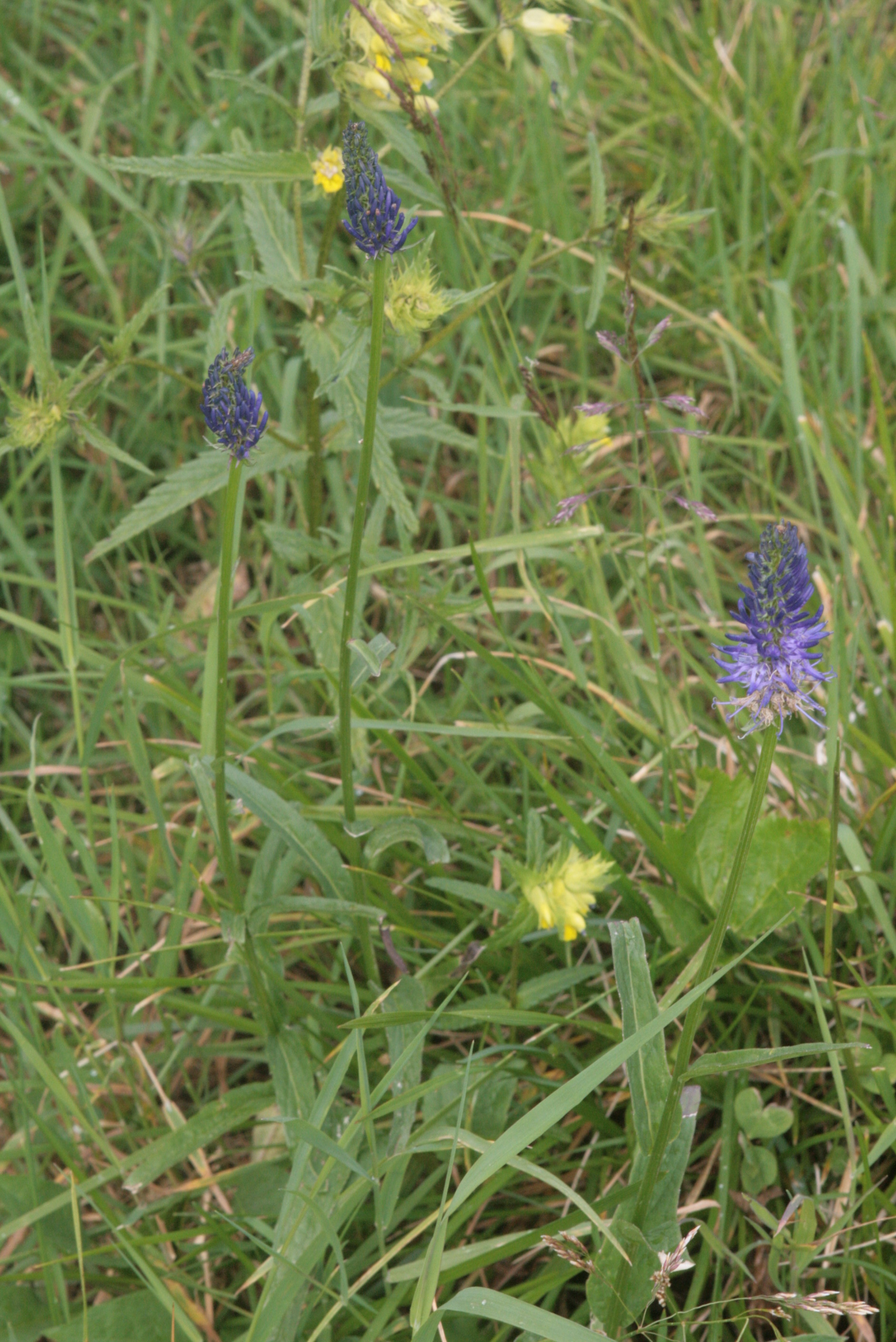
Il portamento

Queste piante arrivano al massimo ad una altezza di 3 - 9 dm. La forma biologica è emicriptofita scaposa (H scap), ossia in generale sono piante erbacee, a ciclo biologico perenne, con gemme svernanti al livello del suolo e protette dalla lettiera o dalla neve e sono dotate di un asse fiorale eretto e spesso privo di foglie. Gli scapi sono semplici e indivisi. Queste piante contengono lattice.

### Radici
Le radici sono secondarie da rizoma.

### Fusto
- Parte ipogea: la parte sotterranea è un rizoma fusiforme eretto.
- Parte epigea: la parte epigea del fusto è ascendente con sezione cilindrico-scanalata e superficie glabra. La fogliosità in prevalenza è solamente nei 2/3 inferiori del fusto, mentre nella parte superiore le foglie sono ridotte.

### Foglie

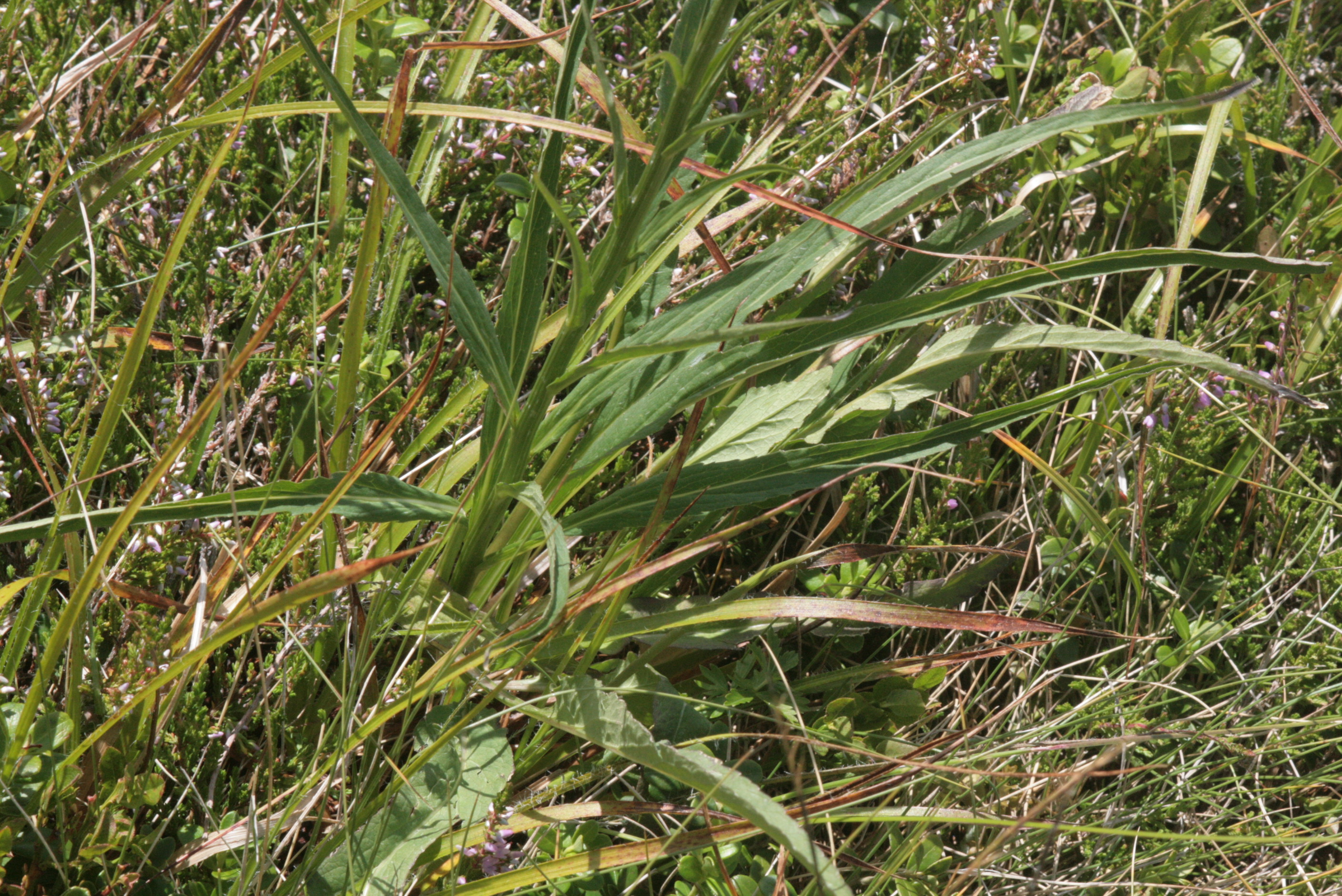
Le foglie basali

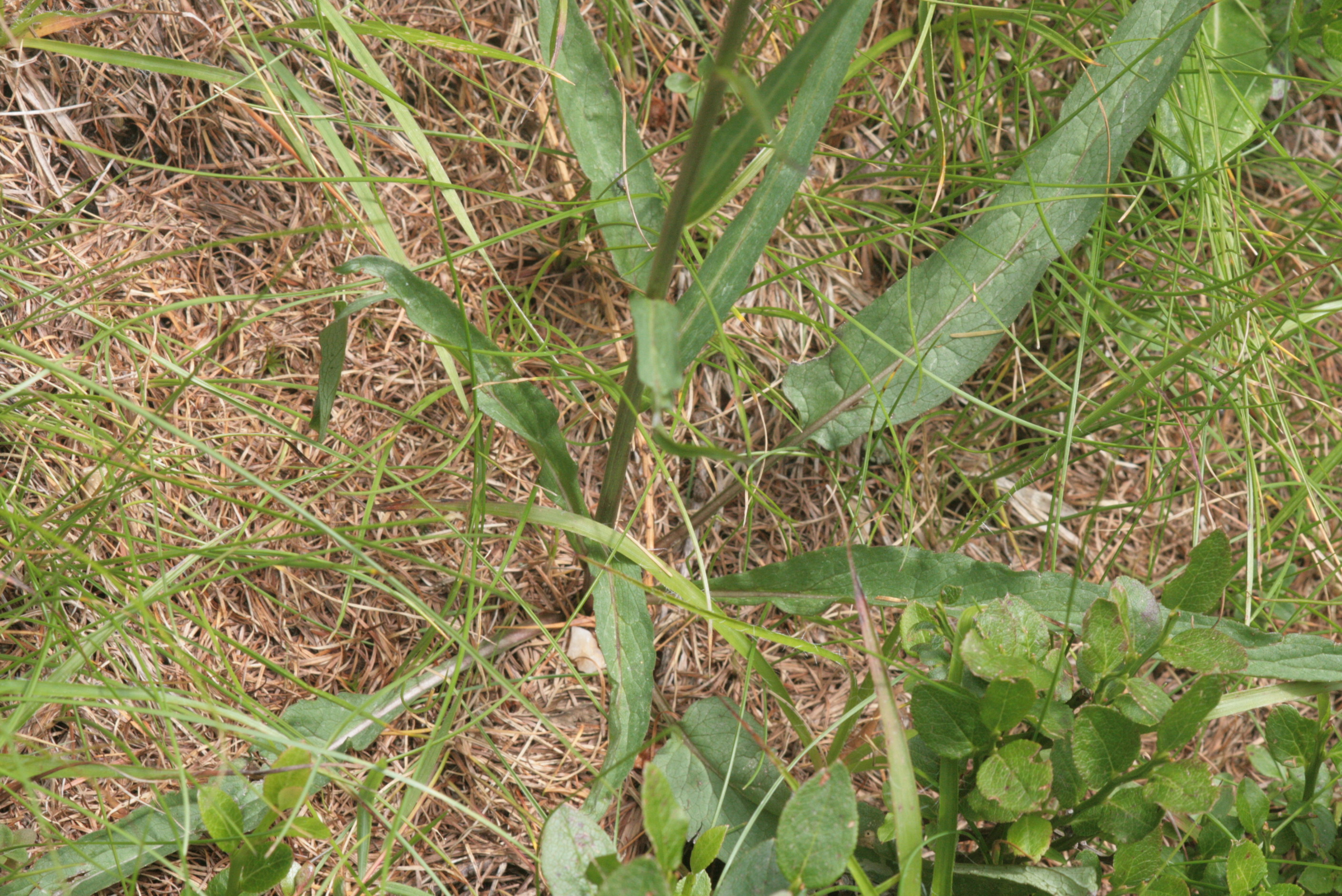
Le foglie cauline

Le foglie sono sia basali che cauline. Le foglie basali sono picciolate con una lamina a forma strettamente lanceolata; i bordi sono crenulati o provvisti di dentelli ravvicinati; l'apice è acuto e ottuso; la base raramente è tronca. le foglie superiori sono progressivamente sessili e più lineari con bordi sempre seghettati. Lunghezza del picciolo: 4 – 6 cm. Dimensione delle foglie basali: larghezza 1 - 1,7 cm; lunghezza 4 – 10 cm.

### Infiorescenza

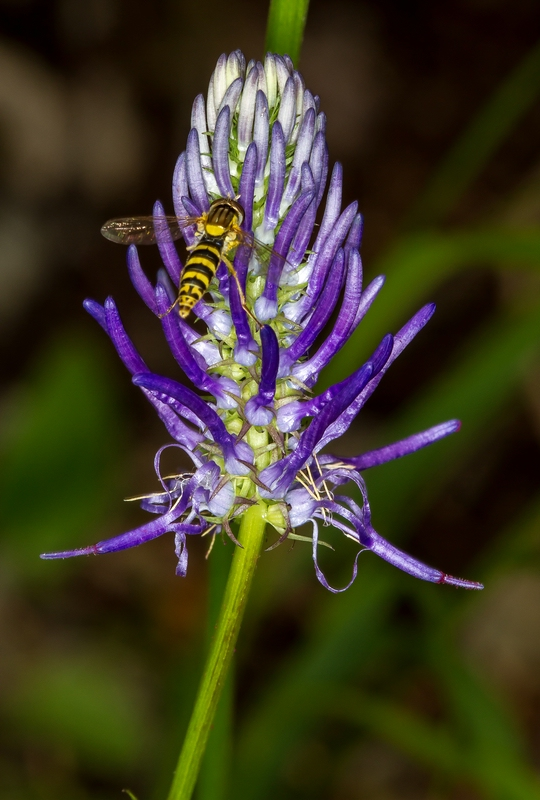
Infiorescenza

Le infiorescenze composte da diversi fiori, hanno delle forme a densa spiga, più o meno cilindrica. Dimensione dell'infiorescenza: larghezza 2 cm; lunghezza 7 – 10 cm. 

### Fiore
I fiori sono tetra-ciclici, ossia sono presenti 4 verticilli: calice – corolla – androceo – gineceo (in questo caso il perianzio è ben distinto tra calice e corolla) e pentameri (ogni verticillo ha 5 elementi). I fiori inoltre sono gamopetali (i petali sono riuniti all'apice), ermafroditi e attinomorfi.
- Formula fiorale: per questa pianta viene indicata la seguente formula fiorale:

K (5), C (5), A (5), G (2-5), infero, capsula
- Calice: il calice è un tubo campanulato, saldato all'ovario, lungo 1,5 mm; i denti hanno un portamento patente e sono lunghi 1 mm.
- Corolla: la corolla è lunga 9 mm ed è colorata di azzurro-violetto.
- Androceo: gli stami sono 5 con antere libere (ossia saldate solamente alla base) e filamenti sottili ma membranosi (pelosi) alla base. La deiscenza delle antere è longitudinale. Il polline è 4-porato e spinuloso (esina irta di punti). Gli stami sporgono dalle aperture.
- Gineceo: lo stilo è unico con 2 stigmi violetti.  L'ovario è infero, 2-3-loculare con placentazione assile (centrale), formato da 3 carpelli (ovario sincarpico). Lo stilo, sporgente dalla corolla, possiede dei peli per raccogliere il polline. Le superfici stigmatiche sono posizionate sulla faccia superiore degli stigmi. Le piante all'inizio della fioritura possono presentare anche 3 stigmi; mentre alla fine della fioritura i fiori della parte superiore sono sempre provvisti unicamente di 2 stigmi.[6]
- Fioritura: da luglio ad agosto.

### Frutti
I frutti sono delle capsule poricide 3-loculari; la deiscenza avviene tramite 2 - 3 pori situati nella parte laterale. I semi sono molto numerosi, minuti e lisci.

## Riproduzione
- Impollinazione: l'impollinazione avviene tramite insetti (impollinazione entomogama con api e farfalle anche notturne). In queste piante è presente un particolare meccanismo a "pistone": le antere formano un tubo nel quale viene rilasciato il polline raccolto successivamente dai peli dallo stilo che nel frattempo si accresce e porta il polline verso l'esterno.[8]
- Riproduzione: la fecondazione avviene fondamentalmente tramite l'impollinazione dei fiori (vedi sopra).
- Dispersione: i semi cadendo a terra (dopo essere stati trasportati per alcuni metri dal vento, essendo molto minuti e leggeri – disseminazione anemocora) sono successivamente dispersi soprattutto da insetti tipo formiche (disseminazione mirmecoria).

## Distribuzione e habitat

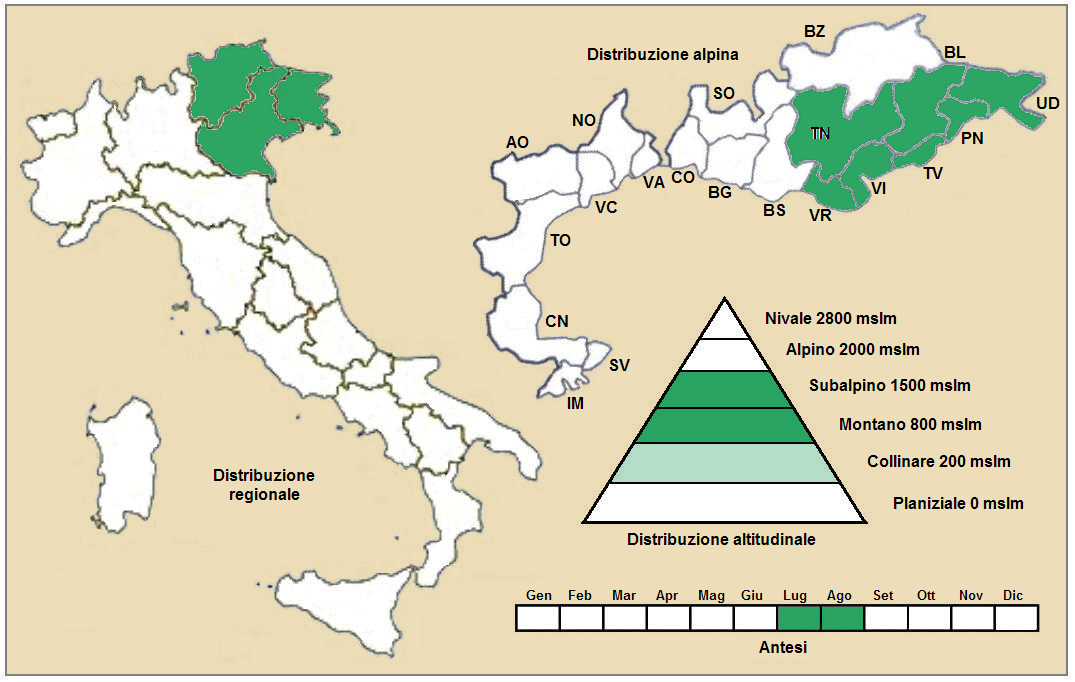
Distribuzione della pianta
(Distribuzione regionale – Distribuzione alpina)

- Geoelemento: il tipo corologico (area di origine) è (Sub)Endemico - Est Alpico.
- Distribuzione: in Italia si trova comunemente solamente nelle Alpi Orientali. Fuori dall'Italia, sempre nelle Alpi, questa specie si trova in Austria (Länder del Tirolo Orientale, Salisburgo, Carinzia e Stiria) e Slovenia. Sugli altri rilievi europei collegati alle Alpi si trova nelle Alpi Dinariche.[11]
- Habitat: l'habitat tipico di questa pianta sono i prati, le radure, i cespuglieti, le schiarite forestali e i margini erbacei. Il substrato preferito è calcareo/siliceo ma anche siliceo con pH acido, bassi valori nutrizionali del terreno che deve essere mediamente umido.
- Distribuzione altitudinale: sui rilievi queste piante si possono trovare da 700 fino a 1900 m s.l.m.; frequentano quindi i seguenti piani vegetazionali: montano, subalpino e in parte collinare.

### Fitosociologia
Dal punto di vista fitosociologico Phyteuma persicifolium appartiene alla seguente comunità vegetale:
Formazione: delle comunità delle macro- e megaforbie terrestri
Classe: Epilobietea angustifolii
Ordine: Atropetalia bella-donae
Alleanza: Epilobion angustifolii

## Tassonomia
La famiglia di appartenenza del Phyteuma persicifolium (Campanulaceae) è relativamente numerosa con 89 generi per oltre 2000 specie (sul territorio italiano si contano una dozzina di generi per un totale di circa 100 specie); comprende erbacee ma anche arbusti, distribuiti in tutto il mondo, ma soprattutto nelle zone temperate. Il genere di questa voce appartiene alla sottofamiglia Campanuloideae (una delle cinque sottofamiglie nella quale è stata suddivisa la famiglia Campanulaceae) e comprende una trentina di specie 16 delle quali sono presenti sul territorio italiano. 

Il Sistema Cronquist assegna il genere Phyteuma alla famiglia delle Campanulaceae e all'ordine delle Campanulales mentre la moderna classificazione APG la colloca nell'ordine delle Asterales (stessa famiglia). Sempre in base alla classificazione APG sono cambiati anche i livelli superiori (vedi tabella all'inizio a destra).

### Sinonimi
Questa entità ha avuto nel tempo diverse nomenclature. L'elenco seguente indica alcuni tra i sinonimi più frequenti:
- Phyteuma betonicifolium var. persicifolium (Hoppe ex A.DC.) Steud.
- Phyteuma betonicifolium subsp. zahlbruckneri  (Vest) Hayek
- Phyteuma michelii var. persicifolium  (Hoppe ex A.DC.) Nyman
- Phyteuma persicifolium  Hoppe ex A. DC.
- Phyteuma persicifolium var. albiflorum  Rich.Schulz
- Phyteuma persicifolium var. alpestre  Rich.Schulz
- Phyteuma persicifolium var. angustissimum  Rich.Schulz
- Phyteuma persicifolium f. carniolicum  Rich.Schulz
- Phyteuma persicifolium var. latifolium  Rich.Schulz
- Phyteuma persicifolium var. laxifolium  Rich.Schulz
- Phyteuma persicifolium var. lineare  Rich.Schulz
- Phyteuma scorzonerifolium var. persicifolium  (Hoppe ex A.DC.) St.Lag.
- Phyteuma zahlbruckneri  Vest

### Specie simili
Le seguenti specie dello stesso genere, con distribuzione alpina, possono essere confuse con quella di questa voce (sono indicati alcuni caratteri utili a distinguere una specie dall'altra):
- Phyteuma spicatum L. - Raponzolo spigato: la lamina delle foglie ha una forma ovato-cuoriforme con bordi appena dentati; la corolla è bianca, gialla o screziata di violetto; gli stigmi sono 2. Si trova su tutto l'arco alpino.
- Phyteuma ovatum Honck.  - Raponzolo ovato: la lamina delle foglie ha una forma ovato-cuoriforme con bordi profondamente seghettati; la corolla è violaceo-nerastra; gli stigmi sono 2. Si trova su tutto l'arco alpino.
- Phyteuma persicifolium Hoppe - Raponzolo di Zahlbruckner: la lamina delle foglie ha una forma lanceolato-lineare con base tronca; le foglie basali formano una rosetta; la superficie delle foglie è glabra; gli stigmi sono 2/3. Si trova nelle Alpi Orientali.
- Phyteuma betonicifolium Vill. - Raponzolo con foglie di betonica: la lamina delle foglie ha una forma lanceolato-lineare con base cuoriforme; le foglie basali formano una rosetta; la superficie delle foglie è pubescente; gli stigmi sono 2. Si trova su tutto l'arco alpino.
- Phyteuma scorzonerifolium Vill. - Raponzolo a foglie di scorzonera: la lamina delle foglie ha una forma lanceolato-lineare; le foglie basali non formano una rosetta; la superficie delle foglie è glabra; l'infiorescenza è una spiga cilindrica; gli stigmi sono 2. Si trova nelle Alpi Occidentali.
- Phyteuma michelii All. - Raponzolo di Micheli: la lamina delle foglie ha una forma lanceolato-lineare; le foglie basali non formano una rosetta; la superficie delle foglie è cigliata; l'infiorescenza è una spiga ovoide; gli stigmi sono 2. Si trova nelle Alpi Occidentali.

## Altre notizie
Il raponzolo di Zahlbruckner in altre lingue è chiamato nei seguenti modi:
- (DE)  Zahlbruckners Rapunzel
- (FR)  Raiponce de Zahlbruckner